# Diego De Lorenzis
Diego De Lorenzis (Galatina, 6 juin 1979) est un homme politique italien.

## Biographie
En 2013, il est élu député de la circonscription Pouilles pour le Mouvement 5 étoiles.